# Sejm nadzwyczajny 1733
Sejm nadzwyczajny 1733 – I Rzeczypospolitej, został zwołany 18 października 1732 roku do Warszawy.
Sejmiki przedsejmowe w województwach odbyły się 15 grudnia 1732 roku i styczniu 1733 roku. Marszałkiem sejmu obrano Jerzego Ożarowskiego oboźnego koronnego. Obrady sejmu trwały od 26 stycznia do 2 lutego 1733 roku. Sejm został przerwany wskutek śmierci króla Augusta II Mocnego.
Sejm nie uchwalił konstytucji. 